# ベルリン空襲
ベルリン空襲（ベルリンくうしゅう）は、第二次世界大戦中に連合国がドイツに対して行った空襲である。

## 概要
第二次世界大戦開戦後ドイツ本土に対する空襲はほとんど皆無だったが、バトル・オブ・ブリテンでドイツ空軍がロンドンを誤爆すると報復としてベルリンが空襲され以降ロンドンとベルリンへの報復爆撃合戦となっていった。
戦争初期はドイツ空軍が優れた防空戦術でイギリス空軍を迎撃していたが、1943年以降はイギリス空軍が夜間爆撃を、アメリカ陸軍航空軍が昼間爆撃を行いB-17、B-24などの強力な爆撃機を大量に投入し東部戦線の消耗もあって徐々にドイツ空軍の勢いは衰退していった。
1944年のノルマンディー上陸作戦以降は、さらに爆撃が激化しドイツ国内が廃墟となった。
1945年には空襲は日常的なものになった。ベルリンの戦いの頃にはソ連軍の砲撃も加わり市民に多数の死者が出た。

## 年表

### 1939年
- 9月1日 - ドイツ軍ポーランドに侵攻（第二次世界大戦開戦）

### 1940年
- 8月24日 - ドイツ空軍ロンドンを誤爆
- 8月26日 - イギリス空軍ベルリンに報復爆撃
- 9月24日 - 129機の爆撃機がベルリン空襲
- 9月25日 -  小規模なベルリン空襲
- 10月25日 - イギリス空軍ハンブルク、ベルリンを空襲
- 11月1日 - イギリス空軍ベルリン、ローマを空襲
- 11月21日 - イギリス空軍ベルリン空襲

### 1941年
- 4月9日 - イギリス空軍ベルリン市街地を空襲
- 8月8日夜間 - ソ連海軍による双発機編隊がベルリンを攻撃
- 11月7日 - イギリス空軍ベルリン、ケルン、マンハイムを空襲

### 1943年
- 3月27日 - イギリス空軍によるベルリン大規模爆撃。投弾量900トン。
- 8月23日夜 - イギリス空軍がベルリンを中心にドイツ北部の都市に対して大規模爆撃。投弾量1500トン-2000トン[2]。
- 11月18日夜 - イギリス空軍約400機の編隊によるベルリン大規模爆撃。87回目の空襲[3]。
- 11月22日夜から26日夜 - 5日間にわたる連続爆撃（実質的な爆撃は22日、23日、26日）。激しい空爆でベルリンの姿が一変した。満州国公使館、在ドイツ日本国大使館、日本陸軍武官官邸、朝日新聞ベルリン支局などが破壊もしくは炎上[4]。